# Мала моја из Босанске Крупе (ТВ филм)
„Мала моја из Босанске Крупе” је југословенски кратки ТВ филм из 1978. године. Режирао га је Мирослав Јокић а сценарио је написан по делу Бранка Ћопића.

## Улоге
| Глумац      | Улога |
| ----------- | ----- |
| Јосиф Татић |       |